# Ceresan
Ceresan – fungicyd na bazie organicznych związków rtęci. Składnik zapraw do zwalczania chorób grzybowych roślin przemysłowych, np. ziaren zbóż, bawełny lub trzciny cukrowej.
Składniki czynne przykładowych preparatów
- Ceresan Universal Nassbeize (producent: Bayer, Niemcy): chlorek (2-metoksyetylo)rtęci(II), MEMC (z ang. methoxyethyl mercury chloride[4]), CH
3OCH
2CH
2HgCl, zawartość w preparacie: 2,5%[2].
- Ceresan M (inne nazwy: Granoson M[5], Granosan[6]; producent: DuPont De Nemours and Co.):  fenylo(tosylo)amid etylortęci(II) (sulanilamid p-toluilowy etylortęci), CH
3CH
2Hg+
 (C
6H
5)(CH
3C
6H
4SO
2)N−
, zawartość w preparacie: 4%[6][7].

W związku z wieloma wypadkami zatruć śmiertelnych Ceresanem i innymi fungicydami rtęcioorganicznymi, ich działaniem mutagennym oraz problemem zanieczyszczenia środowiska rtęcią, w latach 70. i 80. XX w. zostały one zakazane w większości krajów. Kraje, które wycofały je z użycia później, to USA (1993), Tajlandia (2005), Chiny (2010), Indie (2018) i Australia, w której stosowanie chlorku (2-metoksyetylo)rtęci(II) było dozwolone do 2021 r.